# Airon
Airon (na pierwszych kilometrach zwana Futaie) – rzeka we Francji, przepływająca przez tereny departamentów Mayenne, Ille-et-Vilaine oraz Manche, o długości 41,7 km. Stanowi dopływ rzeki Sélune.